# جوایز انجمن منتقدان فیلم هیوستون ۲۰۲۳
جوایز انجمن منتقدان فیلم هیوستون ۲۰۲۳ (انگلیسی: Houston Film Critics Society Awards 2023)، در ۲۲ ژانویه ۲۰۲۴، در مرکز هنر و تئاتر میدتاون هیوستون (MATCH) در تگزاس اعلام شد. نامزدها در ۹ ژانویه ۲۰۲۴ اعلام شد که باربی (فیلم) با ده نامزدی پیشتاز شد و پس از آن اوپنهایمر (فیلم) با ۹ نامزدی.